# Терези (знак зодіаку)

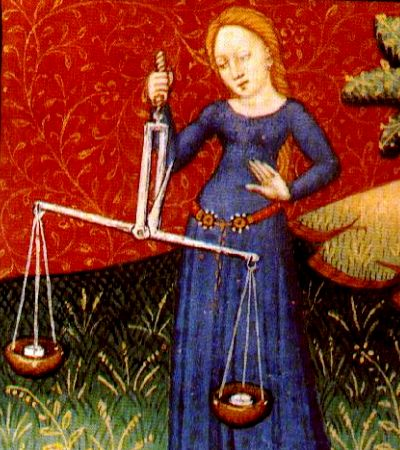
Терези.

Терези́ (лат. Libra) — сьомий знак зодіаку, відповідний до сектору екліптики від 180° до 210°, рахуючи від точки весняного рівнодення. Терези є чоловічим кардинальним повітряним знаком.
Згідно із західною астрологічною традицією вважається, що Сонце знаходиться в Терезах приблизно з 24 вересня по 23 жовтня, у ведичній — Тула з 17 жовтня до 16 листопада. Не слід плутати знак Терезів з сузір'ям Терезів, в якому Сонце перебуває з 31 жовтня до 22 листопада.
Метал: бронза. Основний камінь для знаків Терези — аквамарин.

## Астрологічні асоціації
Терези є кардинальною модальністю трьох повітряних знаків, іншими є Близнюки і Водолій Терези символізують терези і асоціюються з римським божеством Юстиція. За словами письменника Манілія, римські судді народжуються під знаком Терезів.
Вважалося, що Місяць був у Терезах, коли був заснований Рим, і це ґрунтувалося на історичному уривку, в якому говориться «qua condita Roma». Все було врівноважено під цим праведним знаком. Манілій якось сказав, що Терези — це знак, «в якому врівноважуються пори року» (Astronomica, 1.267), пор. Вергілій, Георгій. I.208-9: «Libra die somnique pares ubi fecerit horas / et medium luci atque umbris iam diuidit orbem,…». І години дня, і години ночі збігаються, звідси і вересневе рівнодення. Тому римляни так довіряли «врівноваженому знаку».
Повертаючись до давньогрецьких часів, сузір'я Терезів між Дівою і Скорпіоном раніше було під владою сузір'я Скорпіона. Вони називали цю область латинським словом «chelae», що перекладається як «кігті», які можуть допомогти ідентифікувати окремі зірки, що складають повне сузір'я Терезів, оскільки воно так тісно ототожнювалося із сузір'ям Скорпіона на небі.

## Символ
Символ Терезів зображує встановлююче або висхідне Сонце, що символізує подвійність знака.
Символ Терезів ♎ (може не відображатися в деяких браузерах) в Юнікоді знаходиться під десятковим номером 9806 або шістнадцятковим номером 264E і може бути введений в HTML-код як  ♎  або  ♎ .

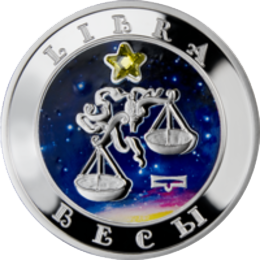
Вірменська срібна монета "Терези"
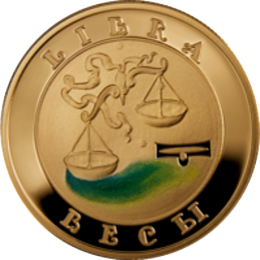
Вірменська золота монета "Терези"
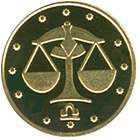
Золота монета "Терези" від НБУ Інтернет-магазин НБУ
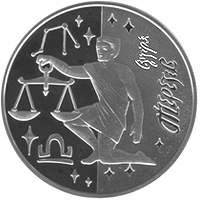
Срібна монета "Терези" від НБУ